# Торноло
Торноло (італ. Tornolo) — муніципалітет в Італії, у регіоні Емілія-Романья,  провінція Парма.
Торноло розташоване на відстані близько 370 км на північний захід від Рима, 140 км на захід від Болоньї, 70 км на південний захід від Парми.
Населення — 1035 осіб (2014).

## Демографія
Населення за роками:

Станом на 1 січня 2023 року в муніципалітеті офіційно проживали 44 іноземці з 14 країн, серед них 22 громадяни країн Євросоюзу.

## Сусідні муніципалітети
- Альбарето
- Бедонія
- Борцонаска
- Комп'яно
- Меццанего
- Санто-Стефано-д'Авето
- Варезе-Лігуре